# Veredinha
Veredinha is een gemeente in de Braziliaanse deelstaat Minas Gerais. De gemeente telt 6.045 inwoners (schatting 2009).

## Aangrenzende gemeenten
De gemeente grenst aan Capelinha, Carbonita, Itamarandiba, Minas Novas en Turmalina.